# Quark đáy
Quark đáy thuộc gia đình fermion, nhóm quark, thế hệ thứ ba. Quark đáy được tìm ra vào năm 1977.